# Capurro (San José)
Pour les articles homonymes, voir Capurro (homonymie).
Capurro est une ville de l'Uruguay située dans le département de San José. Sa population est de 580 habitants.

## Population
| Année | Population |
| ----- | ---------- |
| 1963  | 126        |
| 1975  | 123        |
| 1985  | 328        |
| 1996  | 390        |
| 2004  | 580        |

Référence,: